# Дубинка (Костанайская область)
Дубинка (каз. Дубин) — село в Сарыкольском районе Костанайской области Казахстана. Входит в состав Севастопольского сельского округа. Код КАТО — 396253200.

## Население
В 1999 году население села составляло 199 человек (100 мужчин и 99 женщин). По данным переписи 2009 года, в селе проживал 181 человек (92 мужчины и 89 женщин).